# Ṭ
Cette page contient des caractères spéciaux ou non latins. S’ils s’affichent mal (▯, ?, etc.), consultez la page d’aide Unicode.
Ṭ, ou T point souscrit, est un graphème utilisé dans l’écriture du falam, du hassanya, du jumjum, du madurais, du wakhi et des langues berbéres : tamasheq au Mali, tamajaq au Niger, tamazight au Maghreb ; ainsi que dans la translittération des langues indiennes, de langues sémitiques dont l’arabe, l’hébreu et le yiddish. Il s’agit de la lettre T diacritée d’un point souscrit.

## Utilisation

### Madurais
En madurais, Ṭ représente le son /ʈ/.

### Transcription des langues indiennes
Le Ṭ est utilisé pour retranscrire le son /ʈ/.

### Romanisation des langues sémitiques
Dans la romanisation ALA-LC de l’hébreu, du yiddish et du judéo-espagnol, le ṭ est utilisé pour translittérer le tet ‹ ט ›,, et dans la romanisation ALA-LC de l’arabe, le ṭāʾ ‹ ط ›.

## Représentations informatiques
Le T point souscrit peut être représenté avec les caractères Unicode suivants :
- précomposé (Latin étendu additionnel) :

| formes    | représentations | chaînes de caractères | points de code | descriptions                             |
| --------- | --------------- | --------------------- | -------------- | ---------------------------------------- |
| majuscule | Ṭ               | Ṭ                     | U+1E6C         | lettre majuscule latine t point souscrit |
| minuscule | ṭ               | ṭ                     | U+1E6D         | lettre minuscule latine t point souscrit |

- décomposé (latin de base, diacritiques) :

| formes    | représentations | chaînes de caractères | points de code | descriptions                                         |
| --------- | --------------- | --------------------- | -------------- | ---------------------------------------------------- |
| majuscule | Ṭ               | T◌̣                    | U+0054 U+0323  | lettre majuscule latine t diacritique point souscrit |
| minuscule | ṭ               | t◌̣                    | U+0074 U+0323  | lettre minuscule latine t diacritique point souscrit |